# Giovanni Battista Carlone
Giovanni Battista Carlone (1580/1590, kanton Ticino, † 28. prosince 1645 Vídeň) byl italský architekt raně barokní epochy. Pocházel z rozvětveného italsko-švýcarského rodu umělců z okolí Lugánského jezera okresu Lugano v kantonu Ticino, pravděpodobně z Rovia. Není shodný se a) štukatérem a sochařem stejného jména ani s b) architektem pozdního baroka činným v Uhrách.

## Život a dílo
Od roku 1614 pracoval jako dvorní architekt Karla I. z Lichtenštejna, k němu se váže kresebný návrh triumfální brány, dochovaný ve vídeňské grafické sbírce Albertina. Byl objednaný na počest císaře Ferdinanda II. do Prahy na Křižovnické náměstí, před jezuitský kostel sv. Salvátora. V letech 1620 až 1637 byl ve službách císaře Ferdinanda II. Spolupracoval na přestavbě vídeňského Hofburgu a Bratislavského hradu.
Od roku 1634 do své smrti pracoval na přestavbě kláštera v Klosterneuburgu. Ve Vídni pracoval pravděpodobně i pro kardinála Arnošta Harracha.
Po smrti Andrey Spezzy o jeho služby usiloval Albrecht z Valdštejna právě prostřednictvím tohoto svého švagra, ale neuspěl..